# 轮叶景天
轮叶景天（学名：Sedum chauveaudii）是景天科景天属的植物。分布于中国大陆的四川、云南等地，生长于海拔1,900米至3,500米的地区，多生于林缘石坡上及岩石上，目前尚未由人工引种栽培。

## 异名
- Sedum chauveaudii Hamet var. margaritae (Hamet) Froed.